# 阿伊库尔齐奥
阿伊库尔齐奥（義大利語：Aicurzio），是意大利蒙萨和布里安萨省的一个市镇。总面积2平方公里，人口2070人，人口密度1035.0人/平方公里（2009年）。ISTAT代码为015004。